# Günther Bockelmann
Günther Bockelmann (* 8. Juni 1945; † 12. Juli 2009 in Bremerhaven) war ein Bremerhavener Chorleiter und Sänger von Seemannsliedern.
Erst nach seiner Marinelaufbahn absolvierte Bockelmann, ein ausgebildeter Bass, ein Musikstudium. Zuvor fuhr er zur See. Er fing 1962 als Schiffsjunge auf der Passat an und war auch als Oberbootsmann auf der Gorch Fock. An der Marineoperationsschule Bremerhaven lehrte er das Fach Elektronik. Später war Bockelmann Freizeitsegler.
Bockelmann wurde als Sänger traditioneller Shanties bekannt, unter anderem durch das Bremer Hafenkonzert im Hörfunk. 1982 veröffentlichte er die Solo-LP Liederliches von der Küste nach Texten aus dem Seeräuber-Report des Dichters Fritz Grasshoff, vertont von Heinz Gietz. Er war außerdem Chorleiter des Marinechors der Blauen Jungs aus Bremerhaven, mit denen er auch Tonträger herausbrachte.
Bockelmann trat bis zu seinem Tode als „Hein Mück aus Bremerhaven“ auf und warb dadurch auch für die Stadt.